# 조보아
조보아(본명: 조보윤, 1991년 8월 22일~)는 대한민국의 배우이자 모델이다.

## 생애 및 경력
서울시 강동구 성내동에서 2녀 중 첫째로 태어나 대전광역시 유성구 노은동에서 자랐다. 대전반석고등학교 졸업 후 승무원을 꿈꾸며 한서대학교 항공관광학과에 진학해 공부하다가 2012년 1월 30일  tvN 드라마 《닥치고 꽃미남 밴드》로 데뷔하였다. 같은 해에 성균관대학교 연기예술학과에 입학했다.
2012년 1월부터 방송된(본선) JTBC의 아이돌 오디션 프로그램인 《메이드 인 유》에도 참가하였는데, 같은 달 케이블 채널 tvN의 월화드라마 《닥치고 꽃미남 밴드》에 여주인공으로 캐스팅된 후 《메이드 인 유》에서는 도중 하차하였다. 《닥치고 꽃미남 밴드》에서 조보아는 아버지의 사업 부도로 옥탑방에서 살게 되는 여고생이자 고등학생 꽃미남 밴드 ‘안구정화’의 뮤즈 임수아를 연기했다. 조보아는 《닥치고 꽃미남 밴드》에 출연 중이던 2012년 2월 싸이더스HQ와 전속계약을 맺었다. 같은 해 11월부터는 MBC 월화드라마 《마의》에 좌의정 정성조의 청상과부인 며느리 서은서로 출연했다. 그러나 《마의》에서 조보아의 연기는 어색한 발성과 표정으로 혹평을 받았고, 수술 장면에서의 노출이 논란이 되기도 했다.
이후 2014년 4월 개봉한 서스펜스 멜로 영화 《가시》에서 체육 교사인 준기(장혁 분)에게 집착하는 여고생 영은을 연기하며 영화에 데뷔하였다. 조보아는 영화 개봉 전 가진 한 인터뷰에서 “《마의》를 찍고 나서 작품 출연이 어려워졌어요. 아무 것도 없던 내게 《가시》는 정말 절박한 작품이었죠.”라고 말했다. 이 영화는 평도 그리 좋지 못했고 13만 8천 여명의 관객을 동원하며 흥행에도 실패했지만, 연기는 좋은 평가를 받았다. 같은 해 8월부터 방송된 tvN 드라마 《잉여공주》에 캐스팅되어 진짜 인간이 되기 위해 100일 안에 진정한 사랑을 찾아야 하는 인어 공주를 연기했다. 이 작품은 14회가 기획되었으나 1%에 못 미치는 시청률로 10회를 끝으로 조기 종영했다.
2015년 8월 15일~2016년 2월 4일 KBS2 주말 드라마 《부탁해요, 엄마》에 장채리 역을 맡았다. 최태준과 함께 출연하였으며, 대학원생으로 나왔다.
2016년 MBC 월화 드라마 《몬스터》에서 도도그룹 회장의 딸 도신영 역을 맡았다. KBS2 월화 드라마 《우리집에 사는 남자》에서 극중 홍나리의 후배 스튜어디스로 출연했다.
2017년 9월 18일~2017년 11월 21일 SBS 월화 드라마《사랑의 온도》에 지홍아 역을 맡았다. 서현진, 양세종 등 과 함께 출연하였으며, 작가로 나왔다.
2018년 5월 26일~2018년 8월 4일 MBC 주말 드라마 《이별이 떠났다》에 여주인공 정효 역을 맡았다. 채시라, 이준영 등 과 함께 출연하였으며, 21살 대학생 미혼모로 나왔다. 극 중 인상적인 연기력을 펼쳤다.
게다가 2018년 초에는 《백종원의 골목식당》에 고정 MC로 나와 활약하고 있다. 여기서 얻은 별명 중 대표적인 별명은 맛없슐랭과 빌런판독기. 워낙 매일 시리즈마다 맛없는 집에서만 시식하고 맛없는 음식만 먹어서 생긴 별명이다.〉
《백종원의 골목식당》에서 활약하고 있던 중 2018년 9월 27일 SBS 월화 드라마 《복수가 돌아왔다》에 여주인공 손수정 역으로 캐스팅 되었다.
2018년 12월 10일~2019년 2월 4일 SBS 월화 드라마 《복수가 돌아왔다》에 여주인공 손수정 역을 맡았다. 유승호과 함께 출연하였으며, 교사로 나왔다. 방영 후 시청자들에게 호평을 받았으며 시청률이 올라가는 추세를 보였다.
2018년 SBS 연예대상에서 《백종원의 골목식당》으로 버라이어티 부문 우수상을 수상하였으며, MBC 연기대상에서는 《이별이 떠났다》로 우수상을 수상하였다.
2020년 10월 7일~2020년 12월 3일 tvN 수목 드라마  《구미호뎐》에 여주인공 남지아/이아음 역을 맡았다. 이동욱과 함께 출연하였으며, PD로 나왔다.
2023년 8월 23일~2023년 10월 12일 JTBC 수목 드라마 《이 연애는 불가항력》에 출연하여 이홍조/앵초 역을 맡았다. 로운과 함께 출연하였으며, 9급 공무원으로 나왔다. 조보아의 작품 중 첫 블루레이가 나온 드라마이다.

## 연기 활동

### 드라마
| 연도 | 방송사   | 제목                                | 역할                    | 비고                      |
| ---- | -------- | ----------------------------------- | ----------------------- | ------------------------- |
| 2011 | JTBC     | 청담동 살아요                       | 보아                    | 단역                      |
| 2012 | tvN      | 닥치고 꽃미남 밴드                  | 임수아                  | 주연, 데뷔작              |
| 2012 | TV 도쿄  | 사랑하는 메종 ~Rainbow Rose~        | 보아                    | 조연                      |
| 2012 | MBC      | 마의                                | 서은서                  | 주연, 15회부터 출연       |
| 2014 | tvN      | 잉여공주                            | 김하니/에이린           | 주연                      |
| 2015 | OCN      | 실종느와르 M                        | 진서준                  | 주연                      |
| 2015 | KBS2     | 부탁해요, 엄마                      | 장채리                  | 조연                      |
| 2015 | 네이버TV | 연애세포 시즌 2                     | 조예봄                  | 주연                      |
| 2016 | MBC      | 몬스터                              | 도신영                  | 조연                      |
| 2016 | KBS2     | 우리집에 사는 남자                  | 도여주                  | 주연                      |
| 2017 | KBS2     | KBS 드라마 스페셜 - 만나게 해, 주오 | 이수지                  | 주연                      |
| 2017 | SBS      | 사랑의 온도                         | 지홍아                  | 주연                      |
| 2018 | MBC      | 이별이 떠났다                       | 정효                    | 주연                      |
| 2018 | SBS      | 복수가 돌아왔다                     | 손수정                  | 주연                      |
| 2020 | KBS2     | 포레스트                            | 정영재                  | 주연                      |
| 2020 | tvN      | 구미호뎐                            | 남지아/이아음, 스포일러 | 주연, 데뷔 이후 첫 1인2역 |
| 2022 | tvN      | 군검사 도베르만                     | 차우인                  | 주연                      |
| 2023 | tvN      | 구미호뎐 1938                       | 남지아                  | 특별출연                  |
| 2023 | JTBC     | 이 연애는 불가항력                  | 이홍조/앵초             | 주연                      |
| 2025 | tvN      | 이혼 보험                           | 스님                    | 특별출연                  |
| 2025 | Netflix  | 탄금                                | 재이                    | 주연                      |
| 미정 | Disney+  | 넉오프                              | 송혜정                  | 주연                      |

### 영화
| 연도 | 제목 | 역할 | 감독   | 비고 |
| ---- | ---- | ---- | ------ | ---- |
| 2014 | 가시 | 영은 | 김태균 | 주연 |

## 방송

### 텔레비전 프로그램
| 연도 | 방송사   | 제목                    | 역할                                     | 방송 기간                       | 비고                                                              |
| ---- | -------- | ----------------------- | ---------------------------------------- | ------------------------------- | ----------------------------------------------------------------- |
| 2012 | JTBC     | 메이드 인 유            | 참가자                                   | 1월 7일~5월 13일                |                                                                   |
| 2012 | SBS      | 한밤의 TV연예           | 특별 게스트                              | 3월 7일                         | 355회                                                             |
| 2012 | MBC      | 공감토크쇼 놀러와       | 게스트                                   | 6월 4일                         | 391회, '국민 여동생 스페셜' 편                                    |
| 2015 | KBS2     | 해피투게더 시즌3        | 특별 게스트                              | 10월 22일                       | 420회, '유진&이상우' 특집                                         |
| 2016 | SBS      | 런닝맨                  | 게스트                                   | 5월 15일                        | 299회, '센터전쟁' 편                                              |
| 2017 | SBS      | 정글의 법칙 in 수마트라 | 게스트                                   | 3월 17일~5월 12일               | 9부작                                                             |
| 2017 | SBS      | 마스터키                | 플레이어                                 | 10월 14일                       | 1회                                                               |
| 2017 | KBS2     | 해피투게더 시즌3        | 특별 게스트                              | 6월 1일                         | 501회, '보고 싶다 친구야' 특집 두 번째                            |
| 2017 | KBS2     | 배틀 트립               | 여행 게스트                              | 7월 8일~7월 29일                | 58회~61회 출연                                                    |
| 2018 | SBS      | 백종원의 골목식당       | MC(with 백종원, 김성주)                  | 2018년 3월 23일~2019년 3월 27일 | 11회~59회, '공덕 편'부터 합류                                     |
| 2018 | JTBC     | 아는 형님               | 게스트 (with 지상렬)                     | 4월 28일                        | 125회                                                             |
| 2018 | KBS2     | 1박 2일                 | 특별 게스트(데프콘의 이상형 데이트 상대) | 6월 17일                        | 702회, '서울특별시, 경기도 가평군 <정준영 PD의 막내투어> 3탄!' 편 |
| 2018 | SBS      | 본격연예 한밤           | 게스트(with 유승호)                      | 12월 11일                       | 89회, '비주얼 커플의 감성로맨스 <복수가 돌아왔다>' 편             |
| 2019 | KBS2     | 연예가중계              | 게스트                                   | 2월 8일                         | 1749회                                                            |
| 2020 | tvN      | 놀라운 토요일           | 게스트(with 이동욱, 김범)                | 10월 3일                        | 128회                                                             |
| 2021 | tvN      | 어쩌다 사장             | 알바생                                   | 4월 29일~5월 6일                | 10회, 11회                                                        |
| 2021 | 넷플릭스 | 신세계로부터            | 고정출연                                 | 11월 20일 ~                     |                                                                   |
| 2022 | tvN      | 놀라운 토요일           | 게스트(with 안보현                       | 2월 26일                        | 201회                                                             |
| 2023 | JTBC     | 최강야구                | 게스트                                   | 8월 30일                        | 58회, 시구자                                                      |
| 2024 | tvN      | 텐트 밖은 유럽4         | 고정출연                                 | 2월 18일 ~5월5일                |                                                                   |

## 그 외 출연

### 뮤직 비디오
| 연도 | 가수   | 노래 제목         |
| ---- | ------ | ----------------- |
| 2016 | 비투비 | 〈봄날의 기억〉   |
| 2020 | 청하   | 〈솔직히 지친다〉 |

### 광고
| 연도      | 기업명                    | 제품명                                    | 종류                                                  | 비고                                              |
| --------- | ------------------------- | ----------------------------------------- | ----------------------------------------------------- | ------------------------------------------------- |
| 2010      | SK텔레시스                | W                                         | 휴대폰                                                | (with 정지훈)                                     |
| 2012      | 롯데제과                  | 가나 초콜릿                               | 초콜릿                                                | [ 24 ]                                            |
| 2016      | (주)시에로 코스메틱       | 피오르                                    | 화장품                                                | [ 25 ] [ 26 ]                                     |
| 2016      | 중앙선거관리위원회        | 아름다운 투표                             |                                                       | [ 27 ]                                            |
| 2016      | 충북소주                  | 시원한 청풍                               | 주류 제조업                                           | ~2020                                             |
| 2016~     | 딜라이브                  | 딜라이브 케이블방송                       | 케이블 TV방송                                         | (with 김유정, 현아, 육성재) (with 펜타곤) (2018~) |
| 2016~     | 올리브영                  | 보타닉힐 보                               | 화장품                                                | (with 하석진) (~2017년)                           |
| 2017      | 동서식품                  | 오레오 씬즈                               | 쿠키 과자                                             | [ 32 ] [ 33 ]                                     |
| 2017      | 동서식품                  | 오레오 웨하스 스틱                        | 쿠키 과자                                             | [ 34 ]                                            |
| 2017      | 동서식품                  | 오레오 레드벨벳                           | 쿠키 과자                                             | [ 35 ]                                            |
| 2017      | SG세계물산                | 에이비플러스(ab.plus)                     | 여성 의류                                             | [ 36 ]                                            |
| 2017~     | 한화제약 (네추럴라이프)   | 얼라이브!                                 | 멀티비타민                                            | (~2022년)                                         |
| 2017~     | 포레오 한국지사           | 포레오(FOREO)                             | 스웨덴 뷰티 디바이스 브랜드                           | (~2018년)                                         |
| 2018      | (주)LF                    | 질 바이 질 스튜어트 (JILL BY JILL STUART) | 뉴욕 감성 영컨템포러리 브랜드                         | [ 40 ]                                            |
| 2018      | 블루다이아몬드 (매일유업) | 아몬드 브리즈                             | 식물성 음료                                           | [ 41 ]                                            |
| 2018      | 현대자동차그룹            | 현대자동차                                | 찾아가는 충전서비스                                   | [ 42 ]                                            |
| 2018      | 롯데그룹                  | 롯데하이마트                              | 전자제품 쇼핑몰                                       | [ 43 ]                                            |
| 2018      | LG유플러스                | 아이폰 XS, 아이폰 XR                      | 휴대폰                                                | [ 44 ] [ 45 ]                                     |
| 2018~     | MPK 그룹                  | 미스터 피자                               | 피자 프랜차이즈                                       | (~2019년)                                         |
| 2018~     | ㈜딜라이브                | 딜라이브 VOD                              |                                                       | (~2020년)                                         |
| 2019      | 파스퇴르유업 (롯데웰푸드) | 바른목장 소프트 요거트                    | 유산균 음료                                           | [ 48 ]                                            |
| 2019      | 삼천리자전거              | 팬텀 이콘, XRS, 칼라스                    | 자전거                                                | [ 49 ] [ 50 ] [ 51 ] [ 52 ]                       |
| 2019      | 아이두젠                  | FastCamp, 따수미 스위트                   | O원터치텐트; 난방텐트                                 | ;                                                 |
| 2019      | AHC                       | AHC 더블쉴드선블록, AHC 선세럼            | 선크림                                                | [ 55 ] [ 56 ]                                     |
| 2019      | 광동제약                  | 옥수수수염차                              | 차음료                                                | [ 57 ] [ 58 ]                                     |
| 2019~2020 | 수협은행                  |                                           | 은행                                                  | [ 59 ] [ 60 ]                                     |
| 2019~2020 | GS리테일                  | GS더프레시                                | 기업형 슈퍼마켓                                       | [ 61 ] [ 62 ]                                     |
| 2019~2020 | 스프리스                  |                                           | 스포츠웨어                                            | [ 63 ]                                            |
| 2019~2023 | (주)렙쇼메이              | 수스                                      | 캐주얼 여성의류                                       | [ 64 ] [ 65 ]                                     |
| 2020      | GS네트웍스 (GS포스트박스) | BOX25                                     | 상온 무인 배송 보관함 서비스                          | [ 66 ] [ 67 ]                                     |
| 2020      | 만다리나덕                | 만다리나덕                                | 이탈리아의 의류 및 패션 잡화 브랜드                   | ~~//                                              |
| 2020~2021 | 깨끗한나라                | 순수한 면                                 | 생리대 브랜드                                         |                                                   |
| 2021      | 네오팜                    | 리얼베리어                                | 더모코스메틱                                          |                                                   |
| 2021~현재 | 아스테라시스              | 리프테라                                  | 미용기기 브랜드                                       |                                                   |
| 2022      | 엑스바엑스                | 오더플러스                                | food resource & equipment marketplace for restaurants |                                                   |
| 2022      | TBH글로벌                 | 마인드브릿지                              | 패션 브랜드                                           | (~2023년)                                         |
| 2022~현재 | 신용협동조합 (대한민국)   | 신협중앙회                                | 비통화금융기관                                        |                                                   |
| 2023~     | 마이몸엔                  | 커팅밤 블링핏다이어트                     | 프리미엄 건강기능식품 브랜드                          |                                                   |

## 홍보대사
| 연도 | 홍보대사명                                        | 비고   |
| ---- | ------------------------------------------------- | ------ |
| 2016 | 중앙선거관리위원회 총선 홍보대사                  | [ 68 ] |
| 2018 | 하트-하트재단 홍보대사                            | [ 69 ] |
| 2020 | 대한민국 소방청 명예소방관                        |        |
| 2021 | 코리아세일페스타 홍보대사                         |        |
| 2022 | 대한민국 환경부 1회용컵 보증금제도 (공익광고모델) |        |
| 2022 | 국세청 홍보대사                                   |        |
| 2024 | 국가유산 홍보대사                                 | [ 70 ] |

## 수상 및 후보
| 연도 | 시상식                         | 부문                             | 작품               | 결과 |
| ---- | ------------------------------ | -------------------------------- | ------------------ | ---- |
| 2015 | 제28회 그리메상                | 신인연기자상                     | 부탁해요, 엄마     | 수상 |
| 2015 | KBS 연기대상                   | 여자 신인연기상                  | 부탁해요, 엄마     | 후보 |
| 2015 | KBS 연기대상                   | 여자 인기상                      | 부탁해요, 엄마     | 수상 |
| 2016 | MBC 연기대상                   | 여자 신인연기상                  | 몬스터             | 수상 |
| 2016 | MBC 연기대상                   | 특별기획부문 여자 우수연기상     | 몬스터             | 후보 |
| 2016 | KBS 연기대상                   | 미니시리즈부문 여자 우수연기상   | 우리집에 사는 남자 | 후보 |
| 2017 | SBS 연예대상                   | 베스트 챌린지상                  | 정글의 법칙        | 수상 |
| 2017 | SBS 연기대상                   | 여자 신인연기상                  | 사랑의 온도        | 후보 |
| 2017 | SBS 연기대상                   | 월화드라마부문 여자 우수연기상   | 사랑의 온도        | 후보 |
| 2018 | 제6회 아시아태평양 스타 어워즈 | 장편드라마부문 여자 우수연기상   | 이별이 떠났다      | 수상 |
| 2018 | 제2회 더 서울어워즈            | 드라마부문 여우신인상            | 이별이 떠났다      | 수상 |
| 2018 | SBS 연예대상                   | 버라이어티 부문 우수상           | 백종원의 골목식당  | 수상 |
| 2018 | MBC 연기대상                   | 주말특별기획부문 여자 우수연기상 | 이별이 떠났다      | 수상 |
| 2019 | SBS 연기대상                   | 미니시리즈부문 여자 우수연기상   | 복수가 돌아왔다    | 후보 |
| 2020 | KBS 연기대상                   | 미니시리즈부문 여자 우수연기상   | 포레스트           | 후보 |
| 2020 | KBS 연기대상                   | 베스트 커플상 (with 박해진)      | 포레스트           | 수상 |
| 2020 | KBS 연기대상                   | 여자 인기상                      | 포레스트           | 수상 |